# Stefan Feyerabend
Stefan Feyerabend (* 28. Mai 1932 in Heilbronn; † 13. Juni 2018 in Hamburg) war ein deutscher Papiersammler und -sachverständiger.

## Leben
Stefan Feyerabend war ein Abkömmling der Familie Rauch, die die Papierfabrik Gebr. Rauch in Heilbronn gegründet hatte. Unter seinen Vorfahren waren der Frankfurter Drucker Sigmund Feyerabend (1528–1590) und der Heilbronner Papierfabrikant Moriz von Rauch (1794–1849), sein Vater war Reinhard Feyerabend.
Während seiner Kindheit erlebte er mit, wie die im Familienbesitz befindliche Papierfabrik durch die Bombenangriffe der Alliierten im Zweiten Weltkrieg zerstört wurde. Sie wurde danach als Papiergroßhandlung weitergeführt. Stefan Feyerabend absolvierte in Heilbronn das Gymnasium und wurde dann Diplomkaufmann und Papiergroßhändler. 1971 war er alleinvertretungsberechtigter Geschäftsführer der Firma Gebr. Rauch GmbH. Das Unternehmen ging schließlich in der Papier Union auf.
1995 beendete er seine berufliche Tätigkeit bei der Papier Union GmbH & Co. KG, für die er unter anderem in Frankfurt am Main und in Hamburg gearbeitet hatte, und wandte sich der Papiergeschichte zu. Zunächst interessierte er sich vor allem für die Geschichte des deutschen Feinpapiergroßhandels, woraus etliche Schenkungen für die Papierhistorischen Sammlungen der Deutschen Nationalbibliothek hervorgingen. 1998 wurde seine Arbeit 180 Jahre Papiergroßhandel, 90 Jahre deutscher Verband veröffentlicht. Er nahm an zahlreichen Tagungen des Deutschen Arbeitskreises für Papiergeschichte und der Internationalen Arbeitsgemeinschaft der Papierhistoriker (IPH) teil und wurde Beisitzer des IPH-Vorstandes. 1996 veröffentlichte er, inzwischen auf Wasserzeichen spezialisiert, den Aufsatz Herstellermarken und Handelsmarken beim Vertrieb von Feinpapier in Deutschland in ihrer geschichtlichen Entwicklung. 2004 hielt er einen Vortrag über Maschinenpapierwasserzeichen in Polen; im selben Jahr veröffentlichte er den Aufsatz Über die Stellung von Wasserzeichen in Maschinenpapieren. Feyerabend ist es zu verdanken, dass die Egoutteur-Dokumentation der Firma Andreas Kufferath den Sammlungen des Deutschen Buch- und Schriftmuseums hinzugefügt werden konnte. Er legte eine umfangreiche Maschinenpapierwasserzeichensammlung sowie eine Sammlung von Normalpapieren mit Wasserzeichen an, baute dazu eine Datenbank auf und stieß dann eine Komplettdigitalisierung der Papiere an. Seine Originalpapiere gehören mittlerweile zur Papierhistorischen Sammlung des Deutschen Buch- und Schriftmuseums. Der Katalog des europäischen Wasserzeichenportals memoryofpaper.eu führt Feyerabends Bestände unter SFH (für „Stefan Feyerabend Hamburg“). Feyerabend, der zahlreiche Schriften zur Papiergeschichte verfasst hat und Rechtsritter des Johanniterordens war, starb nach langer Krankheit und hinterließ seine Ehefrau Hanna, geb. Mussäus. Stefan Feyerabend wurde auf dem Heilbronner Hauptfriedhof beigesetzt.
Seine Wasserzeichensammlung ist im Deutschen Buch- und Schriftmuseum in Leipzig zugänglich.